# Gravidez y paridad
En biología y en medicina, la gravidez y la paridad son el número de veces que una mujer está o ha estado embarazada (gravidez) y durante estos embarazos, el número de veces que el feto ha llegado a una edad gestacional viable (paridad). Estos términos generalmente se combinan, a veces con términos adicionales, para indicar más detalles del historial obstétrico de la mujer.

## Gravidez en humanos
Grávida indica el número de veces que una mujer ha estado embarazada (incluyendo un embarazo actual), independientemente de si los embarazos se interrumpieron o resultaron en un nacimiento vivo.  En este recuento se incluiría un embarazo actual, si lo hay. El embarazo múltiple cuenta como 1.
- Los términos "embarazada" o "grávida" se pueden utilizar para referirse a una mujer embarazada.
- Una nuligrávida es una mujer que nunca ha estado embarazada.
- Una primigrávida es una mujer que está embarazada por primera vez o ha estado embarazada una vez.
- Una multigravida o secundigravida es una mujer que ha estado embarazada más de una vez.

También se pueden utilizar términos como "gravida 0", que se refiere a una nuligrávida, "gravida 1" a una primigrávida, etc. 
El término "primigesta anciana" también se ha utilizado para referirse a una mujer en su primer embarazo que tiene al menos 35 años.

## Paridad en humanos
En medicina humana, la paridad indica el número de embarazos que alcanzan una edad gestacional viable (incluidos los nacidos vivos y los mortinatos), y que suele ser de entre 20 y 24 semanas de gestación. El número de fetos no determina la paridad.  El embarazo gemelar llevado a una edad gestacional viable se cuenta como 1. La duración puede variar  de una región a otra debido a que las variaciones edad gestacional, generalmente entre 20 y 28 semanas, según la edad de viabilidad.
Al igual que la gravidez, también se puede contar la paridad. Una mujer que ha dado a luz una o más veces también puede denominarse para 1, para 2, para 3, etc. Una mujer que nunca haya tenido un embarazo que durase más allá de las 20 semanas se denomina nulípara, o para 0. Una mujer que ha dado a luz una vez es primípara o primip . Una mujer que ha dado a luz dos, tres o cuatro veces es multípara y se le llama múltiple. Grand multípara describe la condición de haber dado a luz cinco o más veces.

### Nuliparidad
Una mujer nulípara, o para 0, nunca ha llevado a cabo un embarazo más allá de las 20 semanas. Incluye a las mujeres que han experimentado abortos espontáneos y abortos inducidos antes de las 20 semanas de embarazo, pero no a las mujeres que han experimentado la pérdida del embarazo después de las 20 semanas.

## Términología en biología

### Gravidez
En biología, el término "grávido" ( en latín: gravidus  "cargante, pesado") se usa para describir la condición de un animal cuando lleva huevos en su interior (principalmente en peces o reptiles). Por ejemplo, las hembras de Astatotilapia burtoni pueden transformarse entre estados reproductivos, uno de los cuales puede ser grávido y el otro no. 
En entomología, en cambio, el término describe un insecto hembra que se ha apareado.

### Paridad
En la ganadería, la paridad es un factor de productividad en los animales domésticos destinados a la producción de productos lácteos. Los animales que han parido una vez se describen como primíparos y los que han dado a luz más de una vez se describen como pluríparos. Los que han dado a luz dos veces también pueden describirse como segundíparos, en cuyo caso se aplicaría pluríparos a las que han dado a luz tres veces o más.

## Sistemas de registro
Se incorporan varios sistemas en la historia obstétrica de una mujer para registrar el número de embarazos pasados y embarazos llevados a una edad viable. Éstas incluyen:
- El sistema gravida / para / abortus (GPA), o algunas veces simplemente gravida / para (GP), es una de esas abreviaturas.[cita requerida] Por ejemplo, el historial obstétrico de una mujer que ha tenido dos embarazos (ambos resultantes en nacimientos vivos) se anotaría como G 2 P 2. La historia obstétrica de una mujer que ha tenido cuatro embarazos, uno de los cuales fue un aborto espontáneo antes de las 20 semanas, se anotaría en el sistema GPA como G 4 P 3 A 1 y en el sistema GP como G 4 P 3 . La historia obstétrica de una mujer que ha tenido un embarazo de gemelos con resultados satisfactorios se anotaría como G 1 P 1 + 1 .[9]
- TPAL es uno de los métodos para proporcionar una descripción general rápida de la historia obstétrica de una persona.  En TPAL, la T se refiere a los nacimientos a término (después de las 37 semanas de gestación), la P se refiere a los nacimientos prematuros, la A se refiere a los abortos y la L se refiere a los nacidos vivos.[10] Cuando se informa, el número de abortos se refiere al número total de abortos inducidos y espontáneos, incluidos los embarazos ectópicos, antes de las 20 semanas. Si un feto es abortado después de las 20 semanas, de manera espontánea o electiva, entonces se cuenta como un nacimiento prematuro y P aumentará pero L no.[cita requerida] El TPAL se describe con números separados por guiones. Los nacimientos múltiples (gemelos, trillizos y múltiples mayores) cuentan como un solo embarazo (gravidez) y como un nacimiento. Por ejemplo, una mujer embarazada que llevó a término un embarazo con un bebé sobreviviente; llevó un embarazo a las 35 semanas con gemelos supervivientes; llevó un embarazo a las 9 semanas como embarazo ectópico (tubárico); y tiene tres hijos vivos tendría una anotación TPAL de T1, P1, A1, L3. Esto también podría escribirse como 1-1-1-3.
- El término GTPAL se usa cuando el TPAL tiene el prefijo de gravidez, y GTPALM cuando GTPAL va seguido del número de embarazos múltiples.[10] Por ejemplo, la gravidez y la paridad de una mujer que ha dado a luz a término una vez y ha tenido un aborto espontáneo a las 12 semanas se registraría como G2 T1 P0 A1 L1. Esta notación no está estandarizada y puede dar lugar a malas interpretaciones.[5]

Aunque similar, el GPA no debe confundirse con el sistema TPAL, el último de los cuales puede usarse para proporcionar información sobre el número de abortos espontáneos, nacimientos prematuros y nacidos vivos eliminando la "A" de "GPA" e incluyendo cuatro números separados. después de la "P", como en G 5 P 3114 . Este formulario TPAL indicaria cinco embarazos, con tres nacimientos a término, un parto prematuro, un aborto inducido o aborto espontáneo y cuatro hijos vivos.

## Críticas
En obstetricia, el término puede dar lugar a cierta ambigüedad para eventos que ocurran entre las 20 y las 24 semanas, como en los casos de aborto. Solo en Estados Unidos la definición de lo que es un aborto espontáneo, o la definición de muerte fetal, varía entre Estados.
Por otro lado en los casos de embarazo múltiple, aunque la definición es clara (ya que sería siempre igual a 1), un estudio de 2007 en Inglaterra señaló que solo el 21% de los profesionales en obstetricia sabían que un embarazo múltiple era igual a paridad o gravidez 1.